# Диплопия
Диплопия, по-известна като двойно виждане, е едновременното възприемане на две изображения на един обект, които могат да бъдат отместени хоризонтално, вертикално или диагонално (т. е. както вертикално, така и хоризонтално) едно спрямо друго. Това обикновено е в резултат на нарушена функция на двигателните мускули на очите (ОДМ), като двете очи са функционални, но не могат да се насочат към желания обект. Проблемите с ОДМ може да бъдат механични, проблем в предаването на невро-мускулните сигнали, заболявания на черепно-мозъчните нерви (III, IV и VI), които стимулират мускулите, а понякога и нарушения, включващи супрануклеарните околомоторни пътища, а също така поглъщане на токсини.
Диплопията често е един от първите признаци на системно заболяване, особено на мускулите или нервната система и може да наруши баланса на лицето, движението и/или способността за четене.